# Hassel Station
Hassel Station (Hassel holdeplass) er en tidligere jernbanestation på Randsfjordbanen, der ligger i Modum kommune i Norge. Stationen blev åbnet som trinbræt 9. oktober 1961. Betjeningen med persontog ophørte 28. maj 1989, men stationen fremgår dog stadig af Jernbaneverkets stationsoversigt.